# 佩特里科韋
48°6′19″N 36°11′48″E / 48.10528°N 36.19667°E
佩特里科韋（烏克蘭語：Петрикове），是烏克蘭的村落，位於該國中部第聶伯羅彼得羅夫斯克州，由瓦西利基夫卡區負責管轄，分別距離里夫涅0.5公里，2001年人口106。